# Иди, народ возрождённый!
Иди, народ возрождённый! (болг. Върви, народе възродени!) ,известна также как Гимн в честь святых Кирилла и Мефодия (болг. Химн на свети Кирил и Методий) – болгарский общешкольный гимн, одна из самых известных болгарских объединительных песен. Обычно исполняется в День славянской письменности и культуры , причём не только в Болгарии.

## История песни
В 1892 году учитель музыки из Русе Стоян Михайловский (1856—1927) написал текст общешкольного гимна, названного «Гимн святых Кирилла и Мефодия». Гимн состоял из 14 строф, из которых обычно исполняют первые шесть. Однако большая популярность пришлась на название произведения по первой строке – «Върви, народе възродени!» («Иди, народ возрождённый!»). В 1900 году композитор Панайот Пипков (1871—1942), в то время учитель в Ловече, написал музыку к гимну.

## Популярность
Песня достигла неимоверной популярности в Болгарии и в других славянских странах. Песня переведена на русский язык и на языки Европейского союза, однако наиболее часто она исполняется на болгарском языке даже за пределами Болгарии.
В мае 2025 года,в преддверии Дня славянской письменности и культуры, вышла версия гимна на межславянском языке